# Léon Savary
Léon Savary (Fleurier, 29 aprile 1895 – Boudry, 17 febbraio 1968) è stato uno scrittore e giornalista svizzero.

## Biografia
Dopo studi di lettere a Friburgo, Storico della sua città d'elezione Friburgo, scrisse Fribourg (nel 1929), Le Collège Saint-Michel (nel 1932) e La Chartreuse de la Valsainte (nel 1937). Fu anche autore di una vasta opera romanzesca consacrata a descrizioni critiche degli ambienti intellettuali e religiosi, di cronache e di memorie.
Fu corrispondente a Berna,  dal 1935 al 1946, e a Parigi, dal 1946 al 1956 per La Tribune de Genève.
Vicino a Jack Rollan, nel 1958 pubblicò il pamphlet Voulez-vous être conseiller national? Fece parte della Société de Belles-Lettres.
Premio Schiller 1960.

## Opere
- Œuvres maîtresses, 5 voll., 1978, Ginevra, Slatkine.